# 長谷川晶一
長谷川 晶一（はせがわ しょういち、1970年5月13日 - ）は、日本のノンフィクション作家、ライター、NPB12球団ファンクラブ評論家。

## 経歴
東京都出身。早稲田大学商学部卒業後、主婦の友社に入社して単行本編集や雑誌『Cawaii!』の編集にかかわり、2003年にノンフィクションライターに転向。
長年女子野球の取材を続けている。また、著書『ダンス・ラブ・グランプリ』はフジテレビのドラマ『ダンドリ。〜Dance☆Drill〜』の原案となった。
2005年からはNPB全12球団のファンクラブに加入している。各球団との比較やサービスの変遷を観察し、球界に対してファンサービスのあるべき姿を提言する「NPB12球団ファンクラブ評論家」としての活動も行っている。

## 人物
大の東京ヤクルトスワローズファンである。小学生時代に、テレビなどで馴染みのある巨人のこども向けファンクラブがなかったため、チームカラーが青で、在住していた千葉から通えるという理由でスワローズのファンクラブへ入会。1980年4月26日の初観戦時には角富士夫が劇的2ランを放つ試合となり、以降熱烈なスワローズファンとなる。
野球を題材とした作品は多くあったものの、スワローズを題材とした作品は2017年まではあまり見られなかった。『いつも、気づけば神宮に：東京ヤクルトスワローズ「9つの系譜」』（集英社、2017年5月）以降、スワローズ関連の著書は増え、SNSなどを通じてスワローズファンと公言するようになった。

## 著書
- 『ダンス・ラブ・グランプリ：県立厚木高校ダンスドリル部全米制覇の記録』（主婦の友社、2004年9月、ISBN 9784072442746）
- 『巨人の魂：ジャイアンツOBからの提言』（東京ニュース通信社、2006年4月、ISBN 9784924566569）
- 『ワールド・ベースボール・ガールズ』（主婦の友社、2006年7月、ISBN 9784072520031）
- 『真っ直ぐ、前を：第二回女子野球ワールドカップ日本代表の十日間』（河出書房新社、2007年8月、ISBN 9784309269696）
- 『イチローのバットがなくなる日：「アオダモ」を巡る渾身のルポルタージュ』（主婦の友社、2010年12月、ISBN 9784072742983）
- 『最弱球団：高橋ユニオンズ青春記』（白夜書房、2011年9月、ISBN 9784861917875）（文庫版・彩図社、2015年6月、ISBN 9784801301016）
- 『不滅：元巨人軍マネージャー回顧録』（主婦の友社、2012年2月、ISBN 9784072781784）
- 『私がアイドルだった頃』（草思社、2012年8月、ISBN 9784794219183）
- 『マドンナジャパン 光のつかみ方：世界最強野球女子』（亜紀書房、2012年12月、ISBN 9784750512327）
- 『夏を赦す』（廣済堂出版、2013年9月、ISBN 9784331517482）
- 『プロ野球12球団ファンクラブ全部に10年間入会してみた!：涙と笑いの球界興亡クロニクル』（集英社、2014年5月、ISBN 9784087807226）
- 『プロ野球、伝説の表と裏：語り継がれる勝負の裏に隠された真実の物語』（主婦の友社、2015年1月、ISBN 9784072990162）
- 『極貧球団』（日刊スポーツ出版社、2015年6月、ISBN 9784801301016）
- 『2009年6月13日からの三沢光晴』（主婦の友社、2015年6月、ISBN 9784074129102）
- 『ギャルと「僕ら」の20年史：女子高生雑誌Cawaii!の誕生と終焉』（亜紀書房、2015年12月、ISBN 9784074129102）
- 『このパ・リーグ球団の「野球以外」がすごい!』（集英社、2016年3月、ISBN 9784087807844）
- 『プロ野球語辞典』（誠文堂新光社、2017年2月、ISBN 9784416517178）
- 『オレたちのプロ野球ニュース』（東京ニュース通信社／徳間書店、2017年3月、ISBN 9784198643737）
  - 『オレたちのプロ野球ニュース：野球報道に革命を起こした者たち』として2021年3月27日、新潮社・新潮文庫から文庫化）
- 『いつも、気づけば神宮に：東京ヤクルトスワローズ「9つの系譜」』（集英社、2017年5月、ISBN 9784087808124）
- 『幸運な男：伊藤智仁 悲運のエースの幸福な人生』（インプレス、2017年11月、ISBN 9784295002420）
- 『96敗：東京ヤクルトスワローズ ～それでも見える、希望の光～』（インプレス、2018年3月、ISBN 9784295003496）
- 『1999年の松坂大輔：歴史を刻んだ男たち』（主婦の友社、2018年4月、ISBN 9784074296774）
- 『女の子だって、野球はできる!: 「好き」を続ける女性たち』（ポプラ社、2018年7月、ISBN 9784591158883）
- 『プロ野球バカ本：まったく役に立たないブックレビュー!』（朝日新聞出版、2018年11月、ISBN 9784022515797）
- 『虹色球団：日拓ホームフライヤーズの10カ月』（柏書房、2019年3月、ISBN 9784760150724）
- 『再起：東京ヤクルトスワローズ ～傘の花咲く、新たな夜明け～』（インプレス、2019年3月、ISBN 9784295005896）
- 『生と性が交錯する街：新宿二丁目』（KADOKAWA・角川新書、2020/4/10）
- 『プロ野球語辞典：令和の怪物現る! 編：プロ野球にまつわる言葉をイラストと豆知識でズバァーンと読み解く』（誠文堂新光社、2020年5月、ISBN 9784416520789）
- 『詰むや、詰まざるや：森・西武 vs 野村・ヤクルトの2年間』（インプレス、2020/11/20）
  - 『詰むや、詰まざるや：森・西武ｖｓ野村・ヤクルトの2年間：完全版』（双葉文庫、2023年4月、ISBN 9784575714968）
- 『プロ野球ヒストリー大事典』（朝日新聞出版、2021/9/17）
- 『極私的プロ野球偏愛論：野球と漫才のしあわせな関係』（ベースボール・マガジン社、2021/12/4、著者・塙宣之氏の「話し相手」）
- 『中野ブロードウェイ物語』(亜紀書房、2022/4/20)
- 『自分を諦めない：191針の勲章』（ワニブックス、2022/6/24、著・館山昌平、「執筆」担当）
- 『基本は、真っ直ぐ：石川雅規42歳の肖像』（ベースボール・マガジン社、2022年12月、ISBN 9784583115597）
- 『名将前夜：生涯一監督・野村克也の原点』（KADOKAWA、2023年3月、ISBN 9784041131831）
- 『プロ野球アウトロー列伝：異端の男たち』（大洋図書、2024年6月、ISBN 9784813076254）
- 『プロ野球12球団ファンクラブ全部に20年間入会してみた!』（集英社、2024年7月、ISBN 9784087901672）
- 『海を渡る：サムライたちの球跡』（扶桑社、2024年9月、ISBN ISBN 9784594098056）
- 『道を拓く：元プロ野球選手の転職』（扶桑社、2024年10月、ISBN 9784594099077）